# Palazzo Cuomo (Barletta)
Palazzo Cuomo era un palazzo situato nella città di Barletta, demolito negli anni '80.

## Storia
Fu costruito dal mercante barlettano Cuomo negli anni '20, in pieno stile art nouveau, e costituiva uno degli elementi architettonici di pregio della piazza. Si innalzava su due piani e il corpo basso ospitò, per quasi 20 anni, la più importante libreria di Barletta, "Europa", gestita dal fratello di Elio Vittorini.
Nel settembre del 1943 fece da sfondo all'arrivo dei soldati inglesi in Piazza Caduti.

## Progetto "Piazza Caduti"
Tra il 1920 e il 1938, il comune di Barletta insieme a degli imprenditori stila il progetto di una piazza monumentale in pieno stile novecestesco.
Nascono così Palazzo Criscuoli, il Palazzo delle Poste (Barletta), caserma dei vigili urbani, il busto ai caduti e, appunto, Palazzo Cuomo.
A distanza di 80 anni, a rimanere in piedi del progetto originario, sono solo due dei 4 elementi architettonici, ovvero i due palazzi posti a destra e al centro della piazza.